# Мануел Кинтас де Алмеида
Мануел Кинтас де Алмеида (порт. Manuel Quintas de Almeida; 1957 — 26. децембар 2006) био је поручник у војсци Сао Томе и Принсипеа. Најпознатији је по томе што је у августу 1995. водио краткотрајни војни пуч којим је привремено свргнута демократска власт председника Мигела Тровоаде.
1970-их Алмеида је био члан омладинске организације МЛСТП. У Луанди се 1978. у Ескола Команданте Бенедито школовао за артиљеријског официра, да би после постао припадник председничке гарде Мануела Пинта де Косте.
Дана 15. августа 1995. је свргнуо председника Тровоаду, али се након неколико дана преговора повукао с власти, дозволивши тако поновну успоставу демократског поретка.
Умро је 26. децембра 2006. у Португалији из неутврђених здравствених разлога.